# Ozarba lamia
Ozarba lamia là một loài bướm đêm trong họ Noctuidae.